# Strategichef
Strategichef eller chefsstrateg (engelska: Chief Strategy Officer (CSO))  är en befattning i ett företags ledningsgrupp.  Vad en strategicchef gör är en smula svävande, men det ingår att bistå verkställande direktören (VD/CEO) i för företaget viktiga långsiktiga frågor. Kan vara chef för en strategiavdelning. Positionen är en relativt ny inom den privata sektorn.